# Zimić
 Zimić  falu Horvátországban, Károlyváros megyében. Közigazgatásilag Krnjakhoz tartozik.

## Fekvése
Károlyvárostól 15 km-re délkeletre, községközpontjától  5 km-re északkeletre a Kordun területén fekszik.

## Története
A település egykori birtokosáról a Zimics kisnemesi családról kapta a nevét. Zimics vára, a nemzetség egykori székhelye a falu feletti kúp alakú hegy tetején állt. Keletkezéséről semmit nem tudunk, valószínűleg még a középkorban épült nemzetségi várak közé tartozott. Kialakítása alapján 15. századi lehet, a régészeti kutatás pedig megállapította, hogy a 16. század elején bővítették. Erre minden bizonnyal a fokozódó török támadások miatt volt szükség. Zimics István 1527-ben egyike volt a Habsburg Ferdinándot királlyá választó nemeseknek. A későbbiekben a várról nincs további adat. Valószínűnek tűnik, hogy túl gyengének találták ahhoz, hogy érdemes lett volna megerősíteni és a 16. század végére egyszerűen felhagyták. Helyette a közeli Budacski várát erősítették meg és a Zimics család is oda menekítette az értékeit. A várat kihagyták a megerősítendő helyek 1563-as összeírásából is. 1574-ben még a várhoz tartozó jobbágyokból húsz robotost rendeltek őrhelyek építéséhez. Ezt követően a vár létezése is feledésbe merült és csak dr. Sena Gvozdanović-Sekulić talált rá a 20. században a Vojnić felé vezető út mellett emelkedő erdős hegyen. Környéke a sorozatos török támadások következtében fokozatosan elnéptelenedett. A katonai határőrvidék hadereje többször kelt harcra a területre betört fosztogató ellenséggel. A kipusztult horvát lakosság helyére 1685-ben kezdődött meg a szerb betelepülés. Csak ebben az évben Gornji és Donji Budački vidékére 284 szerb család érkezett 2784 lélekkel. A betelepítés irányítói gróf Strassaldo Mátyás és Orsich Ferenc várkapitányok voltak. 1690-ben amikor a törökök visszafoglalták Ipeket  Csarnojevics Arzén ipeki pátriárka vezetésével a szerbek újabb nagyobb csoportjai érkeztek az akkori magyar és horvát területekre, így erre a vidékre is. A településnek 1857-ben 98, 1910-ben 118 lakosa volt. Trianon előtt Modrus-Fiume vármegye Vojnići járásához tartozott. 2011-ben a falunak 54 lakosa volt.

## Lakosság
| Lakosság változása | Lakosság változása | Lakosság változása | Lakosság változása | Lakosság változása | Lakosság változása | Lakosság változása | Lakosság változása | Lakosság változása | Lakosság változása | Lakosság változása | Lakosság változása | Lakosság változása | Lakosság változása | Lakosság változása | Lakosság változása |
| ------------------ | ------------------ | ------------------ | ------------------ | ------------------ | ------------------ | ------------------ | ------------------ | ------------------ | ------------------ | ------------------ | ------------------ | ------------------ | ------------------ | ------------------ | ------------------ |
| 1857               | 1869               | 1880               | 1890               | 1900               | 1910               | 1921               | 1931               | 1948               | 1953               | 1961               | 1971               | 1981               | 1991               | 2001               | 2011               |
| 98                 | 87                 | 83                 | 86                 | 116                | 118                | 73                 | 107                | 92                 | 86                 | 80                 | 77                 | 99                 | 88                 | 82                 | 54                 |

## Nevezetességei
Zimics várának csekély maradványai találhatók a falu felett emelkedő erdős hegytetőn. A külső várfal egy kisebb darabja, egy patkó alakú torony és a vár árkának nyomai. A falban 16. századi kialakítású lőrések találhatók. Ez alapján ezt 16. századi bővítésnek tartják. A belsővárból mára semmi nem maradt.